# Neisseria gonorrhoeae
Neisseria gonorrhoeae (gonococo) es un diplococo Gram negativo, oxidasa positivo, que causa la gonococia, una infección de transmisión sexual que se presenta en los humanos. Se diferencia de otros tipos de Neisseria por la prueba de la fermentación de carbohidratos, fermentando solamente a la glucosa. Se caracteriza por ser de difícil cultivo, siendo muy exigente a nivel nutricional y a la vez muy sensible a sustancias que se encuentran en los medios de cultivo corrientes. Suele utilizarse para este fin medios no selectivos enriquecidos con factores de crecimiento o selectivos, logrado con una mezcla de antibióticos, como el medio de Thayer-Martin (con vancomicina, nistatina, colistina y trimetoprim-sulfametoxazol). Requiere una atmósfera con 5-10 % de CO2.

## Historia
Fue identificado por primera vez en 1879 por el médico alemán Albert Neisser a partir de exudados de pacientes con uretritis y oftalmia neonatal. Cinco años después Hans Gram, bacteriólogo danés permitió la identificación del gonococo mediante el uso de las tinciones de Gram y en 1885 Ernest Bum aisló el microorganismo en un medio artificial. En 1959 se introduce el test de anticuerpos fluorescentes para la identificación de esta especie y en 1964, Thayer y Martin desarrollan un medio selectivo con antibióticos, exclusivo para el crecimiento de N. gonorrhoeae.

## Morfología
N. gonorrhoeae es un diplococo Gram negativo de tamaño que fluctúa entre 0,6 y 1 µm de diámetro, siendo el tamaño promedio de 0,8 µm de diámetro. Los microorganismos se visualizan al microscopio de luz como diplococos intracelulares, dentro de los neutrófilos. Esta apariencia contribuye a la identificación de la infección por gonococo.
Esta bacteria carece de cápsula, la superficie externa está compuesta por fimbrias, uno de los factores que contribuyen a su virulencia (capacidad de infectar).

## Fisiología
Como todas las bacterias se reproduce asexualmente por división binaria, originándose dos células hijas aproximadamente del mismo tamaño a partir de una célula madre. Esta división no es completa, ya que no se separan los tabiques o septos de cada una de las células que se originan, y de allí que se dispongan en pares (diplococos). Este diplococo es inmóvil, aerobio facultativo y crece mejor a una temperatura que oscila entre 35 °C y 37 °C, en una atmósfera entre 3 y 5 % de CO2 y con un pH entre 7,2 y 7,6. Experimentan autólisis rápida cuando se exponen al aire del ambiente, a la desecación, luz ultravioleta, sales de plata, fenol y calor húmedo a 55 °C. Se diferencian de otras especies de Neisseria por su capacidad de transformar la glucosa, pero no la maltosa, sacarosa, lactosa, fructosa y manosa en ácido por medio de la prueba de agar con tripticasa de cistina (CTA) y por su respuesta positiva en las pruebas de oxidasa y catalasa.

## Cultivo
Los gonococos son bacterias frágiles, de crecimiento lento y con requerimientos nutricionales estrictos. Dado que con frecuencia deben ser aislados de áreas que contienen un gran número de microorganismos de la flora normal como el tracto genital e incluso de localizaciones que pueden albergar otras especies de Neisseria como la orofaringe, se han desarrollado medios especiales para aislar N. gonorrhoeae.
Uno de los medios de cultivo empleado con mayor frecuencia es el Thayer Martin modificado, suplementado con agar chocolate y que contiene vancomicina (3 µg/ml), colistina (7,5 µg/ml), y nistatina (12,5 µg/ml) y lactato de trimetropima (5 µg/ml). Estas sustancias antimicrobianas fueron agregadas para inhibir aún más los microorganismos que pudiesen crecer como contaminantes del medio. 
Los cultivos se incuban a 35 °C en una atmósfera de 3-5 % de CO2. El nivel de CO2 es importante porque concentraciones menores pueden no permitir el crecimiento del microorganismo, en tanto que concentraciones mayores inhiben el crecimiento de líneas de siembra, para de esta manera, facilitar la detección de colonias de N. gonorrhoeae y de Neisseria meningitidis. Las colonias pueden ser tipo transparentes o tipo opacas. Las neisserias que crecen en las transparentes son más virulentas. La virulncia parece variar según el día del ciclo menstrual en que se tome la muestra para investigar su presencia. Hacen colonias transparentes pre y transmenstrualmente y opacas entre el día 14 al 21. La facilidad de cazarlas para cultivo disminuye si aumenta la progesterona ( día 14 a 21 ) o si se ha administrado progesterona oral durante el embarazo.